# 久宝寺口駅
久宝寺口駅（きゅうほうじぐちえき）は、大阪府八尾市佐堂町三丁目にある、近畿日本鉄道（近鉄）大阪線の駅である。駅番号はD10。

## 歴史
- 1925年（大正14年）9月30日：大阪電気軌道八木線（現在の大阪線）の長瀬 - 八尾（現在の近鉄八尾）間に新設開業する[1]。
- 1930年（昭和5年）：相対式ホームに改築する。
- 1941年（昭和16年）3月15日：参宮急行電鉄との会社合併で、関西急行鉄道の駅となる[1]。
- 1944年（昭和19年）6月1日：会社合併で、近畿日本鉄道の駅となる[1]。
- 1970年（昭和45年）1月21日：大阪中央環状線との立体交差化工事に伴い高架化[2]。
- 2007年（平成19年）4月1日：PiTaPaの使用を開始する[3]。
- 2024年（令和6年）11月10日 - 終日無人化[4]。

## 駅構造
相対式2面2線のホームを持つ高架駅。改札・コンコースは2階、ホームは3階にある。改札口は1ヵ所のみ。ホーム有効長は6両。
無人駅で、駅遠隔監視システムが導入されている（管理駅は近鉄八尾駅）。2024年（令和6年）11月10日までは終日有人駅だった。PiTaPa・ICOCA対応の自動改札機および自動精算機（回数券カードおよびICカードのチャージに対応）が設置されている。

### のりば
| のりば | 路線     | 方向 | 行先           |
| ------ | -------- | ---- | -------------- |
| 1      | D 大阪線 | 下り | 河内国分方面   |
| 2      | D 大阪線 | 上り | 大阪上本町方面 |

## 利用状況
2024年11月12日における1日乗降人員は5,148人である。
近年における1日乗降人員の推移は下表の通り。
| 年度               | 特定日利用状況 | 特定日利用状況 | 特定日利用状況 | 特定日利用状況 | 1日平均 乗車人員 | 出典        | 出典          | 出典          |
| 年度               | 調査日         | 乗車人員       | 降車人員       | 乗降人員       | 1日平均 乗車人員 | 近鉄        | 大阪府        | 八尾市        |
| ------------------ | -------------- | -------------- | -------------- | -------------- | ---------------- | ----------- | ------------- | ------------- |
| 1990年（平成02年） | 11月06日       | 5,315          | 5,352          | 10,667         |                  |             | [ 大阪府 1 ]  |               |
| 1991年（平成03年） | -              | -              | -              | -              |                  |             | [ 大阪府 2 ]  |               |
| 1992年（平成04年） | 11月10日       | 5,654          | 5,563          | 11,217         |                  |             | [ 大阪府 3 ]  |               |
| 1993年（平成05年） | -              | -              | -              | -              |                  |             | [ 大阪府 4 ]  |               |
| 1994年（平成06年） | -              | -              | -              | -              |                  |             | [ 大阪府 5 ]  |               |
| 1995年（平成07年） | 12月05日       | 5,040          | 4,869          | 9,909          |                  |             | [ 大阪府 6 ]  |               |
| 1996年（平成08年） | -              | -              | -              | -              |                  |             | [ 大阪府 7 ]  |               |
| 1997年（平成09年） | -              | -              | -              | -              |                  |             | [ 大阪府 8 ]  |               |
| 1998年（平成10年） | 11月10日       | 4,395          | 4,363          | 8,758          |                  |             | [ 大阪府 9 ]  |               |
| 1999年（平成11年） | -              | -              | -              | -              |                  |             | [ 大阪府 10 ] |               |
| 2000年（平成12年） | 11月07日       | 3,672          | 4,013          | 7,685          |                  | [ 近鉄 1 ]  | [ 大阪府 11 ] |               |
| 2001年（平成13年） | -              | -              | -              | -              |                  |             | [ 大阪府 12 ] |               |
| 2002年（平成14年） | -              | -              | -              | -              |                  |             | [ 大阪府 13 ] |               |
| 2003年（平成15年） | 11月11日       | 3,358          | 3,415          | 6,773          |                  | [ 近鉄 2 ]  | [ 大阪府 14 ] |               |
| 2004年（平成16年） | -              | -              | -              | -              |                  |             | [ 大阪府 15 ] |               |
| 2005年（平成17年） | 11月08日       | 3,042          | 3,054          | 6,096          |                  | [ 近鉄 3 ]  | [ 大阪府 16 ] |               |
| 2006年（平成18年） | -              | -              | -              | -              |                  |             | [ 大阪府 17 ] |               |
| 2007年（平成19年） | -              | -              | -              | -              | 3,142            |             | [ 大阪府 18 ] | [ 八尾市 1 ]  |
| 2008年（平成20年） | 11月18日       | 3,275          | 3,291          | 6,566          | 3,058            | [ 近鉄 4 ]  | [ 大阪府 19 ] | [ 八尾市 2 ]  |
| 2009年（平成21年） | -              | -              | -              | -              | 2,888            |             | [ 大阪府 20 ] | [ 八尾市 3 ]  |
| 2010年（平成22年） | 11月09日       | 2,989          | 3,024          | 6,013          | 2,826            | [ 近鉄 5 ]  | [ 大阪府 21 ] | [ 八尾市 4 ]  |
| 2011年（平成23年） | -              | -              | -              | -              | 2,787            |             | [ 大阪府 22 ] | [ 八尾市 5 ]  |
| 2012年（平成24年） | 11月13日       | 2,671          | 2,721          | 5,392          | 2,792            | [ 近鉄 6 ]  | [ 大阪府 23 ] | [ 八尾市 6 ]  |
| 2013年（平成25年） | -              | -              | -              | -              | 2,780            |             | [ 大阪府 24 ] | [ 八尾市 7 ]  |
| 2014年（平成26年） | -              | -              | -              | -              | 2,731            |             | [ 大阪府 25 ] | [ 八尾市 8 ]  |
| 2015年（平成27年） | 11月10日       | 2,634          | 2,680          | 5,314          | 2,790            | [ 近鉄 7 ]  | [ 大阪府 26 ] | [ 八尾市 9 ]  |
| 2016年（平成28年） | -              | -              | -              | -              | 2,733            |             | [ 大阪府 27 ] | [ 八尾市 10 ] |
| 2017年（平成29年） | -              | -              | -              | -              | 2,805            |             | [ 大阪府 28 ] | [ 八尾市 11 ] |
| 2018年（平成30年） | 11月13日       | 2,667          | 2,778          | 5,445          | 2,853            | [ 近鉄 8 ]  | [ 大阪府 29 ] | [ 八尾市 12 ] |
| 2019年（令和元年） | -              | -              | -              | -              | 2,773            |             | [ 大阪府 30 ] | [ 八尾市 13 ] |
| 2020年（令和02年） | -              | -              | -              | -              | 2,170            |             | [ 大阪府 31 ] | [ 八尾市 14 ] |
| 2021年（令和03年） | 11月09日       | 2,323          | 2,321          | 4,644          | 2,303            | [ 近鉄 9 ]  | [ 大阪府 32 ] | [ 八尾市 15 ] |
| 2022年（令和04年） | 11月08日       | 2,244          | 2,258          | 4,502          | 2,444            | [ 近鉄 10 ] | [ 大阪府 33 ] | [ 八尾市 16 ] |
| 2023年（令和05年） | 11月07日       | 2,338          | 2,342          | 4,680          |                  | [ 近鉄 11 ] | [ 大阪府 34 ] |               |
| 2024年（令和06年） | 11月12日       |                |                | 5,148          |                  | [ 近鉄 12 ] |               |               |

## 駅周辺
- 大阪中央環状線
- 近畿自動車道
- 長瀬川
- 久宝寺緑地・久宝寺プール
- 八尾久宝寺郵便局
- 大阪シティ信用金庫久宝寺口支店
- コノミヤ大蓮東店
- はま寿司 八尾東久宝寺店

### バス路線
かつて上小阪住宅前などを経由して八戸ノ里駅前へ向かう近鉄バスの路線が乗り入れていたが、2019年3月31日付けで廃止された。停留所名は「久宝寺口駅前」。

## 隣の駅
近畿日本鉄道
D 大阪線
■快速急行・■急行・■準急・■区間準急
通過
■普通
弥刀駅 (D09) - 久宝寺口駅 (D10) - 近鉄八尾駅 (D11)
- 括弧内は駅番号を示す。

### 記事本文

### 利用状況
1. ↑  駅別一日乗降人員 難波線 大阪線 - 近畿日本鉄道
2. ↑  大阪府統計年鑑 - 大阪府
3. ↑  八尾市統計書 - 八尾市

#### 近畿日本鉄道
1. ↑  駅別乗降人員 難波線 大阪線 - 近畿日本鉄道（ウェイバックマシン）
2. ↑  駅別乗降人員 難波線 大阪線 - 近畿日本鉄道（ウェイバックマシン）
3. ↑  駅別乗降人員 難波線 大阪線 - 近畿日本鉄道（ウェイバックマシン）
4. ↑  駅別乗降人員 難波線 大阪線 - 近畿日本鉄道（ウェイバックマシン）
5. ↑  駅別乗降人員 難波線 大阪線 - 近畿日本鉄道（ウェイバックマシン）
6. ↑  駅別乗降人員 難波線 大阪線 - 近畿日本鉄道（ウェイバックマシン）
7. ↑  駅別乗降人員 難波線 大阪線 - 近畿日本鉄道（ウェイバックマシン）
8. ↑  駅別乗降人員 難波線 大阪線 - 近畿日本鉄道（ウェイバックマシン）
9. ↑  近鉄線駅別乗降人員データ【調査日：令和3年11月9日(火)】 (PDF)  - 近畿日本鉄道
10. ↑  近鉄線駅別乗降人員データ【調査日：令和4年11月8日(火)】 (PDF)  - 近畿日本鉄道
11. ↑  近鉄線駅別乗降人員データ【調査日：令和5年11月7日(火)】 (PDF)  - 近畿日本鉄道
12. ↑  近鉄線駅別乗降人員データ【調査日：令和6年11月12日(火)】 (PDF)  - 近畿日本鉄道

#### 大阪府統計年鑑
1. ↑  大阪府統計年鑑（平成3年） (PDF)
2. ↑  大阪府統計年鑑（平成4年） (PDF)
3. ↑  大阪府統計年鑑（平成5年） (PDF)
4. ↑  大阪府統計年鑑（平成6年） (PDF)
5. ↑  大阪府統計年鑑（平成7年） (PDF)
6. ↑  大阪府統計年鑑（平成8年） (PDF)
7. ↑  大阪府統計年鑑（平成9年） (PDF)
8. ↑  大阪府統計年鑑（平成10年） (PDF)
9. ↑  大阪府統計年鑑（平成11年） (PDF)
10. ↑  大阪府統計年鑑（平成12年） (PDF)
11. ↑  大阪府統計年鑑（平成13年） (PDF)
12. ↑  大阪府統計年鑑（平成14年） (PDF)
13. ↑  大阪府統計年鑑（平成15年） (PDF)
14. ↑  大阪府統計年鑑（平成16年） (PDF)
15. ↑  大阪府統計年鑑（平成17年） (PDF)
16. ↑  大阪府統計年鑑（平成18年） (PDF)
17. ↑  大阪府統計年鑑（平成19年） (PDF)
18. ↑  大阪府統計年鑑（平成20年） (PDF)
19. ↑  大阪府統計年鑑（平成21年） (PDF)
20. ↑  大阪府統計年鑑（平成22年） (PDF)
21. ↑  大阪府統計年鑑（平成23年） (PDF)
22. ↑  大阪府統計年鑑（平成24年） (PDF)
23. ↑  大阪府統計年鑑（平成25年） (PDF)
24. ↑  大阪府統計年鑑（平成26年） (PDF)
25. ↑  大阪府統計年鑑（平成27年） (PDF)
26. ↑  大阪府統計年鑑（平成28年） (PDF)
27. ↑  大阪府統計年鑑（平成29年） (PDF)
28. ↑  大阪府統計年鑑（平成30年） (PDF)
29. ↑  大阪府統計年鑑（令和元年） (PDF)
30. ↑  大阪府統計年鑑（令和2年） (PDF)
31. ↑  大阪府統計年鑑（令和3年） (PDF)
32. ↑  大阪府統計年鑑（令和4年） (PDF)
33. ↑  大阪府統計年鑑（令和5年） (PDF)
34. ↑  大阪府統計年鑑（令和6年） (PDF)

#### 八尾市統計書
1. ↑  八尾市統計書　2009年版 - 八尾市
2. ↑  八尾市統計書　2010年版 - 八尾市
3. ↑  八尾市の概要　2011 - 八尾市
4. ↑  八尾市統計書　2012年版 - 八尾市
5. ↑  八尾市統計書　2013年版 - 八尾市
6. ↑  八尾市統計書　2014年版 - 八尾市
7. ↑  八尾市統計書　2015年版 - 八尾市
8. ↑  八尾市統計書　2016年版 - 八尾市
9. ↑  八尾市統計書　2017年版 - 八尾市
10. ↑  八尾市統計書　2018年版 - 八尾市
11. ↑  八尾市統計書　2019年版（平成30年度統計） - 八尾市
12. ↑  八尾市統計書　2020年版（令和元年度統計） - 八尾市
13. ↑  八尾市統計書　2021年版（令和2年度統計） - 八尾市
14. ↑  八尾市統計書　2022年版（令和3年度統計） - 八尾市
15. ↑  八尾市統計書　2023年版（令和4年度統計） - 八尾市
16. ↑  八尾市統計書　2024年版（令和5年度統計） - 八尾市